# Iman Dozy
Iman Cornelis Dozy (* 10. Mai 1887 in Leiden; † 18. Juli 1957) war ein niederländischer Fußballspieler.

## Verein
Dozy spielte auf Vereinsebene in den Jahren 1906 bis 1908 für Ajax Leiden.

## Nationalmannschaft
Der Mittelfeldspieler bestritt zudem von seinem Debüt beim Heimspiel gegen die englische Auswahl 1. April 1907 bis zu seinem letzten Einsatz am 21. Dezember desselben Jahres im Auswärtsspiel bei eben jenem Gegner vier Länderspiele für die niederländische Fußballnationalmannschaft.